# 長野県立大町高等学校
もしかして
- 長野県大町高等学校

ではありませんか？